# .tf
.tf је највиши Интернет домен државних кодова (ccTLD) за Француске антарктичке (Француске антарктичке територије) територије. Заједно са .fr и .re, администриран је од стране AFNIC-а. Пре 23. октобра 2004. године, Adamsnames из Кембриџа је администрирао овај НИД.